# USS Sims (DD-409)
Lo USS Sims (hull classification symbol DD-409) fu un cacciatorpediniere della United States Navy, entrato in servizio con nel 1939 come prima unità dell'omonima classe.
Attivo durante la seconda guerra mondiale nel teatro del Pacifico, il cacciatorpediniere finì affondato il 7 maggio 1942 da attacchi aerei giapponesi durante la battaglia del Mar dei Coralli.

## Storia

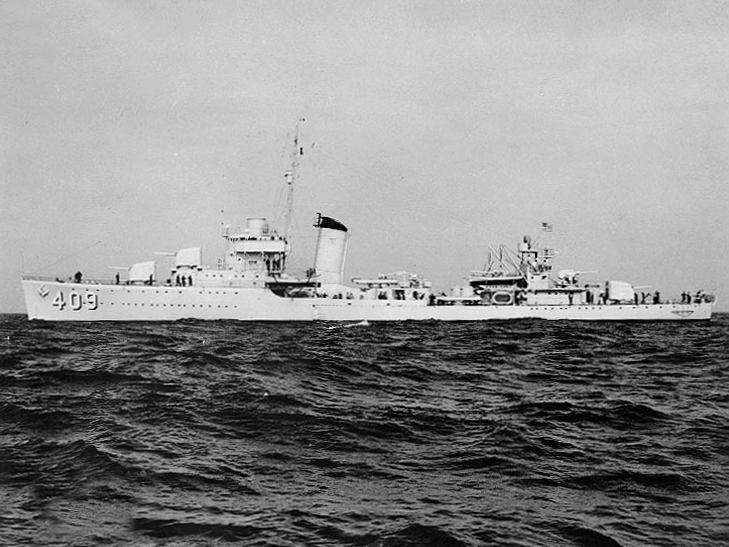
Il Sims in navigazione nel luglio 1939, durante le prove in mare prima dell'entrata in servizio

Ordinata ai cantieri della Bath Iron Works di Bath, la nave fu impostata il 15 luglio 1937 e varata l'8 aprile 1939 con il nome di Sims in onore di William Sims, ammiraglio della US Navy e comandante delle forze navali statunitensi in Europa durante la prima guerra mondiale. La nave entrò quindi in servizio il 1º agosto 1939.
Dopo le prove in mare eseguite nella zona dei Caraibi, il Sims entrò in forza all'United States Atlantic Squadron il 2 agosto 1940, agendo poi nell'ambito della "Neutrality Patrol" nei Caraibi e nell'oceano Atlantico meridionale fino al 28 luglio 1941, quando si trasferì nelle acque dell'Islanda in appoggio alla guarnigione statunitense da poco insediata nell'isola; come parte del Destroyer Squadron 2, il Sims partecipò quindi ai pattugliamenti delle acque dell'Atlantico settentrionale tra il settembre e l'ottobre seguente. Dopo l'attacco di Pearl Harbor del 7 dicembre 1941 e l'entrata in guerra degli Stati Uniti, il Sims fu richiamato in patria e assegnato come unità di scorta alla Task Force 17 (TF 17) del vice ammiraglio Frank Fletcher, incentrata sulle portaerei USS Yorktown e USS Lexington, con la quale salpò il 16 dicembre da Norfolk per San Diego onde essere impiegata nelle acque dell'oceano Pacifico.
La TF 17 lasciò San Diego per scortare un convoglio di truppe diretto alle Samoa americane, dove arrivò il 23 gennaio 1942; da qui il Sims salpò il 25 gennaio di scorta alla portaerei Yorktown diretta a lanciare incursioni aeree sulle basi giapponesi nelle Isole Marshall, missione portata a termine senza incidenti il 29 gennaio seguente. Rientrato a Pearl Harbor, il Sims salpò il 16 febbraio con il resto della TF 17 per andare a bombardare l'isola di Wake, ma durante il viaggio il cacciatorpediniere fu dirottato verso l'isola di Canton dopo notizie di una minaccia giapponese a essa, poi rivelatesi infondate; il 10 marzo, invece, il Sims scortò le portaerei Yorktown e Lexington nella loro incursione contro le basi giapponesi di Lae e Salamaua in Nuova Guinea.

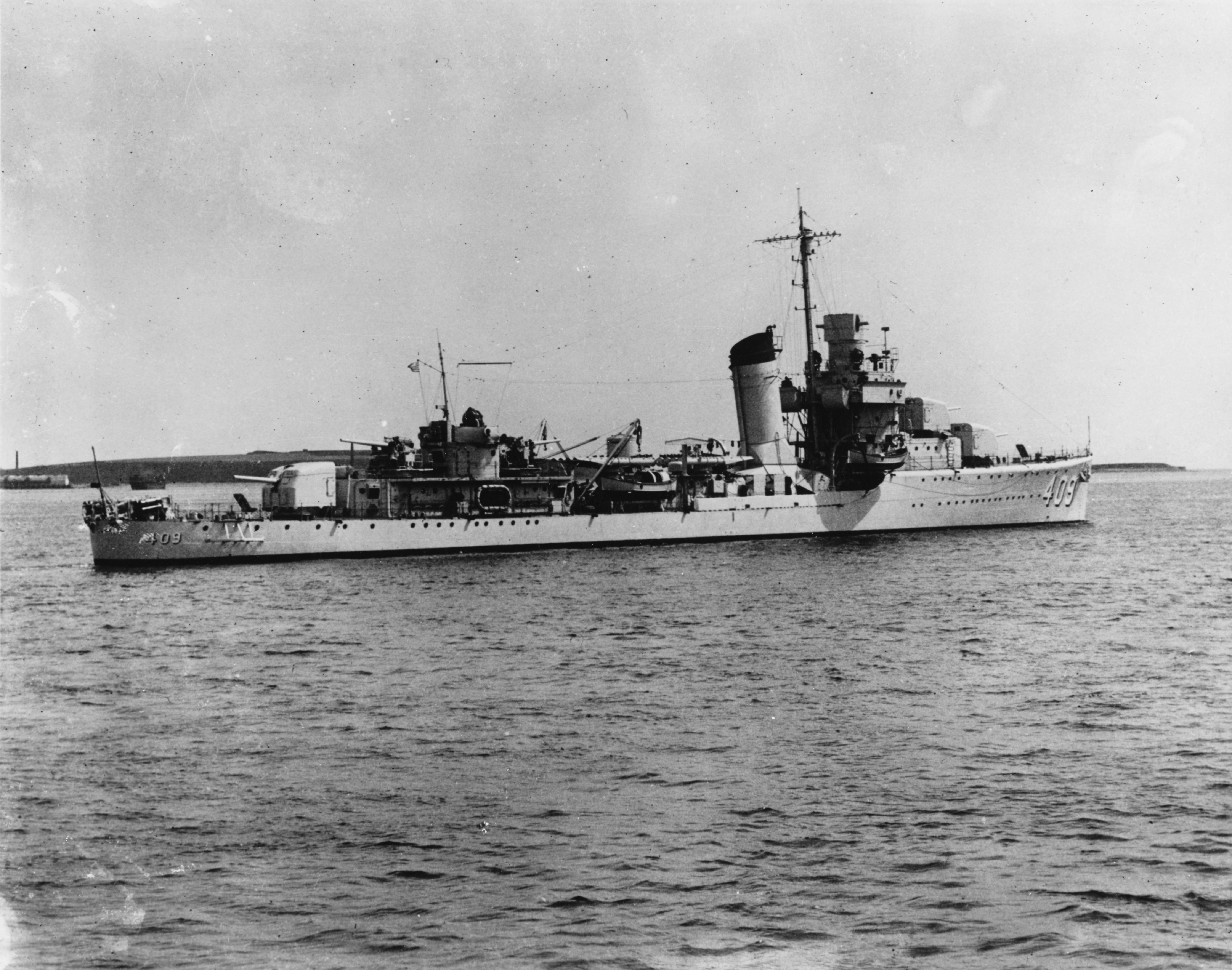
La nave vista di poppa

Dopo alcune operazioni nella zona tra Tonga e Nuova Caledonia, alla fine di aprile la TF 17 fu inviata nell'area del Mar dei Coralli dopo notizie circa un'imminente offensiva giapponese; la Task Force fu divisa in due unità distinte incentrate sulle due portaerei, mentre il Sims fu distaccato per fornire scorta alla petroliera Neosho incaricata dei rifornimenti di carburante. La TF 17 si rifornì dalla Neosho il 5 e 6 maggio, per poi allontanarsi a caccia della flotta giapponese; la mattina del 7 maggio un ricognitore nipponico avvistò la petroliera e il suo cacciatorpediniere di scorta che, scambiati rispettivamente per una portaerei e un incrociatore, divennero subito l'obiettivo di un massiccio attacco da parte dei velivoli delle portaerei Shokaku e Zuikaku.
Alle 09:30 15 bombardieri Nakajima B5N attaccarono per primi le due navi senza tuttavia riuscire a infliggere alcun danno, mentre alle 10:38 altri 10 B5N sferrarono un attacco ai danni del Sims, che tuttavia riuscì a evitare le bombe con una serie di brusche manovre; pochi minuti dopo, tuttavia, seguì un attacco di 36 bombardieri in pichiata Aichi D3A che si rivelò devastante: la Neosho fu centrata sette volte e fu presto preda delle fiamme, mentre il Sims fu colpito da tre bombe da 250 chilogrammi. Lo scafo del Sims si piegò a metà e iniziò ad affondare rapidamente di poppa, per poi esplodere fragorosamente prima di scomparire sott'acqua nella posizione 15º 10' S, 158º 05' E con la perdita di gran parte dell'equipaggio. I superstiti (14 o 16) furono tratti in salvo dal cacciatorpediniere USS Henley l'11 maggio seguente.
Il Sims ricevette due Battle star per il suo servizio in guerra.